# Uropterygius macularius
Uropterygius macularius är en fiskart som först beskrevs av Charles Alexandre Lesueur 1825.  Uropterygius macularius ingår i släktet Uropterygius och familjen Muraenidae. Inga underarter finns listade i Catalogue of Life.